# Kamenice (dopływ Izery)
Kamenice – rzeka górska w czeskich Górach Izerskich, prawy dopływ Izery.
Długość - 36,7 km, powierzchnia zlewni - 218,6 km². Średni przepływ przy ujściu - 4,65 m³/s.
Źródła Kamenice znajdują się w centralnej części Gór Izerskich, pod Sedlem Holubníku, na zachód od Černé hory. Część doliny zatopiono w latach 1976–1982 zbiornikiem wodnym Josefodolské přehrady. Jest to największa zapora w Górach Izerskich, zaopatruje w wodę Liberec. Uchodzi do Izery w Železnym Brodzie.
Dopływy: lewe - Hluboký potok, Jelení potok, Jedlová, Desná, Ješkrabec, Zlatník, Vošmenda, prawe - Blatný potok i Smržovský potok.